# Tidan (Fluss)
Der Tidan ist ein schwedischer Fluss, der im südschwedischen Hochland entspringt und durch die Ebene Västergötlands nach Norden fließt.
Er hat seinen Ursprung im See Strängseredsjön auf 293 m Höhe. Von dort fließt er zuerst in nördlichen und östlichen Richtungen durch die Seen Jogen, Brängen, Nässjön und Stråken, bevor er westlich des Vättern-Sees vorbeiströmt und dann die Städte Tidaholm und Tibro passiert. Im Unterlauf durchfließt er den See Östen. Er fällt auf seinem Lauf etwa 250 m und mündet bei Mariestad in den Vänern. Er ist etwa 170 Kilometer lang und hat eine mittlere Wasserführung von 20 m³/s.